# ویلمینگتون (شهرستان گرین، ایلینوی)
ویلمینگتون (به انگلیسی: Wilmington) یک منطقهٔ مسکونی در ایالات متحده آمریکا است که در شهرستان گرین، ایلینوی واقع شده‌است. ویلمینگتون ۲٫۰۴ کیلومتر مربع مساحت و ۹۱ نفر جمعیت دارد.